# Yannis Moralis
Yannis Moralis (griechisch Γιάννης Μόραλης, Giánnis Móralis oder Jánnis Móralis, Vorname auch „Yiannis“ transkribiert; * 23. April 1916 in Arta; † 20. Dezember 2009 in Athen) war ein bedeutender griechischer Maler. Er gehört der sogenannten „Generation der 30er-Jahre“ an.

## Leben
Im Jahr 1927 ging er mit seinen Eltern nach Athen. Bereits im Alter von 15 Jahren wurde er in die Kunsthochschule Athen aufgenommen und studierte Malerei bei Oumbertos Argyros, Dimitrios Geraniotis und Konstantinos Parthenis, sowie bei Yiannis Kefallinos Gravierkunst. 1936 beendete er seine Studien an der Hochschule der Bildenden Künste in Athen und ging mit einem Stipendium der Akademie von Athen für ein Jahr nach Rom. Nach seinem Aufenthalt in Italien, entschied er sich die Kunst der Fresko- und Wandmalerei an der École nationale supérieure des beaux-arts de Paris zu studieren. Gleichzeitig schrieb er sich für angewandte Kunst an der École nationale supérieure des arts appliqués et des métiers d’art ein, um die Mosaikkunst zu erlernen.
1947 wurde Moralis Professor an der Athener Kunsthochschule. Zwei Jahre später gründete er gemeinsam mit anderen Malern, darunter Nikos Chatzikyriakos-Ghikas, Yannis Tsarouchis, Nikos Nikolaou und Nikos Engonopoulos, die Kunstgruppe „Armos“, und nahm an deren erster Ausstellung 1950 im Athener Zappeion teil. 1954 begann seine Zusammenarbeit mit dem Kunsttheater von Karolos Koun. Später folgte auch eine Zusammenarbeit mit dem Griechischen Nationaltheater.
Zum Gesamtwerk von Moralis zählen auch angewandte Arbeiten, wie die Illustration von Gedichtbänden der Dichter Odysseas Elytis und Giorgos Seferis und Plattenhüllen, Kostüm- und Bühnenbildentwürfe für das Griechische Nationaltheater und das Griechische Nationalballett.
Werke im öffentlichen Raum sind das Wandrelief an der Stirnseite des Hilton Hotels in Athen, Kunstwerke an der Metro-Station „Panepistimiou“ und am Hauptbahnhof von Athen.
Die erste Auszeichnung für eines seiner Werke erhielt Moralis im Jahr 1940. Es folgten zahlreiche weitere nationale und internationale Auszeichnungen. 1965 wurde er vom griechischen König Konstantin II. mit dem Phönix-Orden ausgezeichnet.